# Tetylkowce
Tetylkowce (ukr. Тетильківці) – wieś na Ukrainie w rejonie złoczowskim należącym do obwodu lwowskiego.
Do 2020 w rejonie brodzkim. 

## Położenie
Na podstawie Słownika geograficznego Królestwa Polskiego i innych krajów słowiańskich: Tetylkowce to wieś w powiecie brodzkim, 22 km na południowy wschód od Brodów.